# 蒙大拿州众议院
蒙大拿众议院（英語：Montana House of Representatives）是美国蒙大拿州议会的下议院。蒙大拿州众议院共有100名议员，每届任期两年。众议院议长兼任众议院议长。